# 死产-木乃伊胎-胚胎死亡-不育综合征
死产-木乃伊胎-胚胎死亡-不育综合征 (stillbirth, mummification, embryonic death, and infertility，SMEDI)由猪细小病毒和猪肠病毒引起的猪繁殖疾病。使用SMEDI这个术语时通常指猪肠病毒，但也可能指猪细小病毒。SMEDI可以导致流产、仔猪死亡和公猪繁殖力下降。
SMEDI会导致发病猪群的胚胎死亡并使繁殖力下降，对经济影响较大。猪群首次感染时导致的影响最大，之后的损伤程度就会降低。疾病通过被粪便污染的食物和水进行传播，也可能通过性传播和接触流产组织传播。目前已经有疫苗可用（ATCvet代码：QI09AA02）。